# 郎肃
郎肃（？—352年），十六国时冉魏大臣。
冉魏永兴元年（350年，晋穆帝永和六年），冉闵代後赵建魏称帝，任命郎肃为尚书右仆射，与左仆射张乾、尚书令王简等共同辅佐朝政。永兴三年（352年，晋穆帝永和八年），冉闵出征刘显，留他和大将军蒋干、王简、郎肃、中书监聂熊、中书令李垣等辅佐太子冉智留守邺城。最后冉闵在魏昌城被前燕擒获。八月十三日，魏国长水校尉马愿等人打开邺城城门，投降前燕慕容评。慕容评把董皇后、太子冉智、太尉申鍾、司空条攸送至蓟城。郎肃和尚书令王简、左仆射张乾全都自杀。